# Ireland (meteoryt)
Ireland – meteoryt znaleziony na Meridiani Planum na Marsie przez automatyczny łazik marsjański Opportunity w 2009 roku. Ireland znajduje się w odległości 25 metrów od Oileán Ruaidh. Nazwa meteorytu jest nieformalna. Nie przeprowadzono bezpośrednich badań meteorytu Ireland zaprzestając na dokładnym jego sfotografowaniu.